# Alternující premiér Izraele
Alternující premiér Izraele (hebrejsky ראש הממשלה החליפי‎, Roš ha-memšala ha-chalifi) je ministr vlády určený k zastupování premiéra v rotační vládě. Tato funkce byla vytvořena de iure za účelem řešení izraelské politické krize v letech 2019 až 2021. De facto existovala již v letech 1984–1988. Podle Základního zákona: Vláda na začátku svého působení skládá přísahu, v níž je uvedeno datum, kdy si premiér a alternující premiér vymění své funkce.
Současným alternujícím premiérem je Ja'ir Lapid.

## Seznam alternujících premiérů

### De facto
| Pořadí | Obrázek | Ministr       | Strana                | Vláda | Nástup do úřadu | Konec v úřadu     |
| ------ | ------- | ------------- | --------------------- | ----- | --------------- | ----------------- |
| N/A    |         | Jicchak Šamir | Likud Cherut          | 21.   | 13. září 1984   | 20. října 1986    |
| N/A    |         | Šimon Peres   | Ma'arach Strana práce | 22.   | 20. října 1986  | 22. prosince 1988 |

### De iure
| Pořadí | Obrázek | Ministr       | Strana                          | Vláda | Nástup do úřadu | Konec v úřadu   | Poznámky |
| ------ | ------- | ------------- | ------------------------------- | ----- | --------------- | --------------- | --- |
| 1.     |         | Binjamin Ganc | Kachol lavan Chosen le-Jisra'el | 35.   | 17. května 2020 | 13. června 2021 | Ganc měl do úřadu nastoupit 17. listopadu 2021, ovšem koalice se v prosinci 2020 rozpadla a 13. července 2021 ji nahradila nová vláda. |
| 2.     |         | Ja'ir Lapid   | Ješ atid                        | 36.   | 13. června 2021 | Úřadující       | Do úřadu premiérs nastoupil 27. srpna 2023.                                                                                            |